# Henning Frenzel
Henning Frenzel (Geithain, 3 mei 1942) is een voormalig voetballer uit Oost-Duitsland, die speelde als aanvaller. Hij kwam zijn gehele carrière uit voor Lokomotive Leipzig.

## Interlandcarrière
Frenzel kwam in totaal 54 keer (19 doelpunten) uit voor de nationale ploeg van Oost-Duitsland in de periode 1961–1974. Onder leiding van de Hongaarse bondscoach Károly Sós maakte hij zijn debuut op 10 december 1961 in de vriendschappelijke wedstrijd tegen Marokko (2-0) in Casablanca, net als Klaus Urbanczyk (SC Chemie Halle), Hans-Georg Kiupel (ASK Vorwärts Berlin), Harald Wehner (SC Turbine Erfurt) en Arno Zerbe (Lokomotive Leipzig). Frenzel maakte deel uit van het Duits eenheidsteam op de Olympische Zomerspelen 1964 in Tokio, waar de ploeg de bronzen medaille won.

## Erelijst
Lokomotive Leipzig
- Oost-Duitse beker

1976